# 坎布西
坎布西是巴西里约热内卢州的一个市镇。总面积561.739平方公里，总人口14770人，人口密度26.3人/平方公里。